# Gelbkehlkuckuck
Der Gelbkehlkuckuck (Chrysococcyx flavigularis) ist eine afrikanische Kuckucksart.

## Merkmale
Der männliche Gelbkehlkuckuck besitzt eine gelbe Kehle. Die Oberseite des Gefieders ist dunkelgrün schimmernd, die Brust weiß mit dunkler braun-grüner Sperberung. Die Art ist geschlechtsdimorph, das Weibchen hat keine gelbe Kehle, die Sperberung beginnt schon am Kopf. Der Gelbkehlkuckuck wird etwa 19 cm groß.

## Verbreitung
Das Hauptverbreitungsgebiet des Gelbkehlkuckucks liegt in der Demokratischen Republik Kongo, der Republik Kongo, in Äquatorialguinea, Gabun und Kamerun. Weitere Sichtungen lassen auf ein Vorkommen entlang der Westküste Afrikas in Liberia, Ghana und Togo schließen. Es liegen keine Populationsgrößenschätzungen vor, jedoch wird aufgrund des großen Verbreitungsgebietes und der Häufigkeit der Art im Kongobecken diese als nicht gefährdet eingestuft.

## Lebensweise
Bevorzugte Habitate des Gelbkehlkuckucks sind immergrüne Regenwälder, Galeriewälder sowie stark bewaldete Savannen. Häufig hält sich der Gelbkehlkuckuck im Kronenbereich auf, sodass Sichtungen dieser Art erschwert sind. Die Nahrung besteht fast ausschließlich aus Raupen. Wie alle anderen Chrysococcyxarten ist er ein Brutparasit. Die einzig bekannten Wirtsvögel sind Graukehlschnäpper (Myioparus griseigularis).